# Marcella Roddewig
Marcella Roddewig (* 8. Mai 1918; † 24. Dezember 2000 in Düsseldorf) war eine deutsche Germanistin, Romanistin und Danteforscherin.

## Leben und Werk
Marcella Burger studierte Deutsch, Latein und Französisch in Heidelberg und promovierte 1945 bei Paul Böckmann über Die Gegenständlichkeit in Mörikes lyrischem Verhalten (Heidelberg 1948). Als Assistentin (1943–1948) von Gerhard Hess kam sie zur Romanistik. 1950 heiratete sie den aus Trier stammenden Architekten Ernst Roddewig und zog nach Düsseldorf. Nach dem Tod von Hans Rheinfelder übernahm sie 1972 die Herausgabe des Deutschen Dante-Jahrbuchs der Deutschen Dante-Gesellschaft. Marcella Roddewig war Honorarprofessorin an der Universität Düsseldorf.

## Weitere Werke
- (Hrsg.) Eduard Mörike, Karlsruhe 1948
- (Hrsg.) Hans Rheinfelder, Dante-Studien, Köln/Wien 1975
- Dante Alighieri, Die göttliche Komödie. Vergleichende Bestandsaufnahme der Commedia-Handschriften, Stuttgart 1984